# 神崎浩
神崎 浩（かんざき ひろし）は、日本の農学者。岡山大学理事・副学長などを務めた。現在、同大学大学院環境生命科学研究科教授。専攻は農芸化学（特に生理活性化学）。農学博士。

## 概要
- 1986年 - 京都大学大学院農学研究科修了
- 1987年 - 岡山大学大学院自然科学研究科助手
- 1994年 - 同農学部助教授
- 2004年 - 同教授
- 2005年 - 同副学部長
- 2011年 - 同附属図書館長
- 2013年 - 同大学院環境生命科学研究科長
- 2017年 - 同理事・副学長（国際担当）[1]
- 2019年 - 同大学院環境生命科学研究科教授

## 活動
- 日本農芸化学会理事
- おかやまバイオアクティブ研究会[2]